# Nicator à gorge jaune
Nicator vireo
Espèce
Statut de conservation UICN

 LC  : Préoccupation mineure
Le Nicator à gorge jaune (Nicator vireo) est une espèce de passereaux de la famille des Nicatoridae.
Son aire s'étend à travers la forêt du bassin du Congo.